# Ambassade van Suriname in Brazilië
De ambassade van Suriname in Brazilië staat in de woonwijk Lago Sul in Brasilia.
In 2000 kwam de ambassade in het nieuws voor de verdenking van ambassadeur Rupert Christopher van drugshandel, waardoor de Braziliaanse regering verzocht hem uit te wijzen.

## Ambassadeurs
De volgende lijst is niet compleet:
| Ambassadeur           | start          | vertrek | opmerking |
| --------------------- | -------------- | ------- | --------- |
| Inderdew Sewrajsing   | 1976           |         |           |
| Kriesnadath Nandoe    | 1983           | 1986    |           |
| Harvey Naarendorp     | 1987           | 1991    |           |
| Rupert Christopher    | december 1996  |         |           |
| Sonny Hira            | september 2002 | 2007    |           |
| Marlon Hoesein        | 2011/2012      | 2022    |           |
| Angeladebie Ramkisoen | 2022           |         |           |